# Заскорки (Полоцкий район)
Заскорки (бел. За́скаркі) — деревня в Полоцком районе Витебской области Беларуси. В составе Вороничского сельсовета. Население — 71 человек (2019).

## География
Автодороги Н3200 и Н3208.

### Гидрография
Протекает река Ушача.

## История
В 1863 году в Заскорках был назначен аукцион по продаже движимого имущества помещика Корсака Юстина Троянова. На 1885 год Заскорки были владением помещика Корсака.
В XIX веке было известно о нахождении в районе деревни древних курганов. В деревне существовал костёл Святой Троицы (1792), утрачен в 1941—1944.
На реке Ушача в Заскорках была построена деревянная плотина (видна на фото 1 в галерее), которая служила также и мостом в д. Трояново (ныне — ул. Трояновская), работала мельница (также видна на фото 1), в послевоенное время действовала электростанция. Со временем плотина разрушилась и не восстановлена, на ее месте построен пешеходный мост.
Имеются сведения, что во время Великой Отечественной войны деревня была центром «республики староверов».
На братской могиле в Заскорках указано, что в ней похоронен погибший в 1944 году при форсировании реки Ушача Герой Советского Союза Абдулла Жанзаков. На самом деле А. Жанзаков похоронен в братской могиле возле небольшой деревеньки Логани Вороничского сельсовета, что в 6 километрах западнее Заскорок. Табличка с именем Абдуллы Жанзакова перенесена на братскую могилу в Заскорки потому, что д. Логани находится в труднодоступной местности.
В 1924—1960 годах центр Заскорского сельсовета. До 3 июля 1970 года деревня входила в состав Руднянского сельсовета.
В Заскорках действовала восьмилетняя школа имени Мустейкиса. В настоящее время школа закрыта, здание школы разрушено.

## Население
- 2009 год — 135 жителей (перепись населения)[10]
- 2019 год — 71 житель (перепись населения)

## Улицы
- Приречная
- Трояновская
- Центральная

## Инфраструктура
В деревне находится фельдшерско-акушерский пункт.

## Экономика
В 2012 году на молочно-товарной ферме в Заскорках внедрено роботизированное доение коров.

## Достопримечательность
- Братская могила —  Историко-культурная ценность Республики Беларусь, шифр 213Д000666.

### Утраченное наследие
- Костёл Святой Троицы (1792)
- Плотина на р. Ушача
- Мельница
- Электростанция

## Галерея
- Костёл Святой Троицы
- Костёл Святой Троицы. Алтарь
- Место, где стоял костёл Святой Троицы
- Вид деревни
- Въезд в деревню
- Пешеходный мост
- Вид на реку Ушача с пешеходного моста
- Место старого моста
- Памятник

## Известные лица
- Быстрова Людмила Корнеловна (род. 1948) — белорусский архитектор.
- Корсак Тадеуш — государственный и военный деятель Великого Княжества Литовского[13].